# Jan-Martin Bröer
Jan-Martin Bröer (Minden, 19 de mayo de 1982) es un deportista alemán que compitió en remo.
Ganó cuatro medallas en el Campeonato Mundial de Remo entre los años 2002 y 2006. Participó en los Juegos Olímpicos de Atenas 2004, ocupando el cuarto lugar en la prueba de ocho con timonel.

## Palmarés internacional
| Campeonato Mundial | Campeonato Mundial | Campeonato Mundial | Campeonato Mundial |
| Año                | Lugar              | Medalla            | Prueba             |
| ------------------ | ------------------ | ------------------ | ------------------ |
| 2002               | Sevilla (España)   | Medalla de plata   | Cuatro con timonel |
| 2003               | Milán (Italia)     | Medalla de bronce  | Cuatro con timonel |
| 2005               | Kaizu (Japón)      | Medalla de bronce  | Ocho con timonel   |
| 2006               | Eton (Reino Unido) | Medalla de oro     | Cuatro con timonel |